# Paco Churruca
Paco Churruca es un actor español de cine, teatro y televisión.
Paco Churruca ha dedicado la mayor parte de su carrera al teatro, donde ha intervenido en obras como Crisis, De mil amores, Helado de pistacho, La guarda cuidadosa, El lazarillo de Tormes, Usted tiene ojos de mujer fatal, La ratonera, La isla del tesoro o El apagón y otros más de cuarenta espectáculos. Además ha dirigido obras como El dragoncillo.

## Cine
| Año  | Título                                               | Personaje               | Dirección               |
| ---- | ---------------------------------------------------- | ----------------------- | ----------------------- |
| 2024 | La piscina vacía (cortometraje)                      | Rafa                    | Pablo Conde             |
| 2022 | La funeraria (cortometraje)                          | Cliente                 | Dani Rubio              |
| 2022 | Canallas                                             | Nuevo rico inmobiliaria | Daniel Guzmán           |
| 2021 | Satanic Opus Death (cortometraje)                    | Hilario                 | Erik Gatby              |
| 2021 | Ella y la oscuridad (cortometraje)                   | Escondido callejón      | Daniel Romero           |
| 2020 | Croqueta Kai (cortometraje)                          | Policía dulce           | Alberto Carpintero      |
| 2018 | Los habitantes de la casa deshabitada                | Jesús - Francisco       | Marisa Paniagua         |
| 2017 | Abracadabra                                          | Fotógrafo               | Pablo Berger            |
| 2017 | Es por tu bien                                       | Conserje de instituto   | Carlos Therón           |
| 2016 | Ixtab (cortometraje)                                 | Mister Conrad           | Maria Salgado Gispert   |
| 2015 | A través del espejo (cortometraje)                   | Conductor               | Iván Mena               |
| 2011 | El sueño de Iván                                     | Presentador TV          | Roberto Santiago        |
| 2007 | Salir pitando                                        | Piloto                  | Álvaro Fernández Armero |
| 2004 | Crimen ferpecto                                      | Presentador TV          | Álex de la Iglesia      |
| 2001 | Intacto                                              | Policía Carpa           | Juan Carlos Fresnadillo |
| 2001 | Pasión adolescente                                   | Luis                    | Joaquín Llamas          |
| 1992 | Rubia sobre rubia (cortometrajee)                    |                         | Fernando Merinero       |
| 1989 | Una buena razón para vivir... o morir (cortometraje) |                         | Fernando Merinero       |

## Series de Televisión
| Año        | Título                      | Personaje               |
| ---------- | --------------------------- | ----------------------- |
| 2024       | La vida breve               | Castizo                 |
| 2024       | 4 estrellas                 | Félix                   |
| 2022       | True Story España           | Cliente del bar         |
| 2022       | No me gusta conducir        | Mariano                 |
| 2022       | Dos años y un día           | Perico                  |
| 2022       | Señor, dame paciencia       | Paco                    |
| 2021       | Yrreal                      | Comisario               |
| 2021       | La reina del pueblo         | Pepe                    |
| 2021       | Reyes de la noche           | Leguineche              |
| 2021       | Libertad                    | Pasajero diligencia     |
| 2018 -2019 | Neverfilms                  | Paco                    |
| 2017 -2018 | Vergüenza                   | Ginecólogo              |
| 2018       | Abducidos                   | Manuel Calvo            |
| 2018       | La verdad                   | Estibador               |
| 2018       | Capítulo 0                  | Dekran                  |
| 2015 -2016 | Centro Médico               | Pedro Bauzá             |
| 2016       | El Caso. Crónica de sucesos | Don José Boadilla       |
| 2015       | Jauría Nick                 | Ignacio Joaquín Calero  |
| 2015       | Aquí Paz y después Gloria   | Concejal                |
| 2014       | Museo Coconut               | Gabriel                 |
| 2013       | Tierra de lobos             | Marcial                 |
| 2012       | Con el culo al aire         | Director de instituto   |
| 2011       | Marco                       | Revisor de tren         |
| 2011       | Doctor Mateo                | Enviado del Principado  |
| 2008 -2010 | La Tira                     | Ricardo                 |
| 2007 -2009 | Amar en tiempos revueltos   | Inspector Manzanares    |
| 2008       | Aida                        | Inspector de Sanidad    |
| 2007       | La que se avecina           | Ernesto                 |
| 2006       | Mujeres                     | Ruano                   |
| 2005       | Aquí no hay quien viva      | Jefe de Belén           |
| 2002 -2003 | Géminis, venganza de amor   | Luis Aguirre            |
| 2002       | El comisario                | Mario Torreruelo        |
| 2002       | La verdad de Laura          | Ortega                  |
| 2002       | Hospital Central            | Dueño grandes almacenes |
| 2001       | Agente 700                  | Agente de CASPA         |
| 1999       | A las once en casa          | Luis Enrique            |
| 1997 -1998 | La casa de los lios         | Cliente - Mensajero 7   |
| 1996       | Juntas pero no revueltas    | Regidor                 |
| 1994       | Canguros                    |                         |